# Бистра (гора)
Бистра — (словац. Bystrá) — самая высокая гора Западных Татр, находится рядом с польской границей. Гора открыта для туристов, с её вершины открывается хороший вид на окрестности. У южного подножия горы в каре расположено два озера, чуть ниже еще одно.